# Theodore Robinson

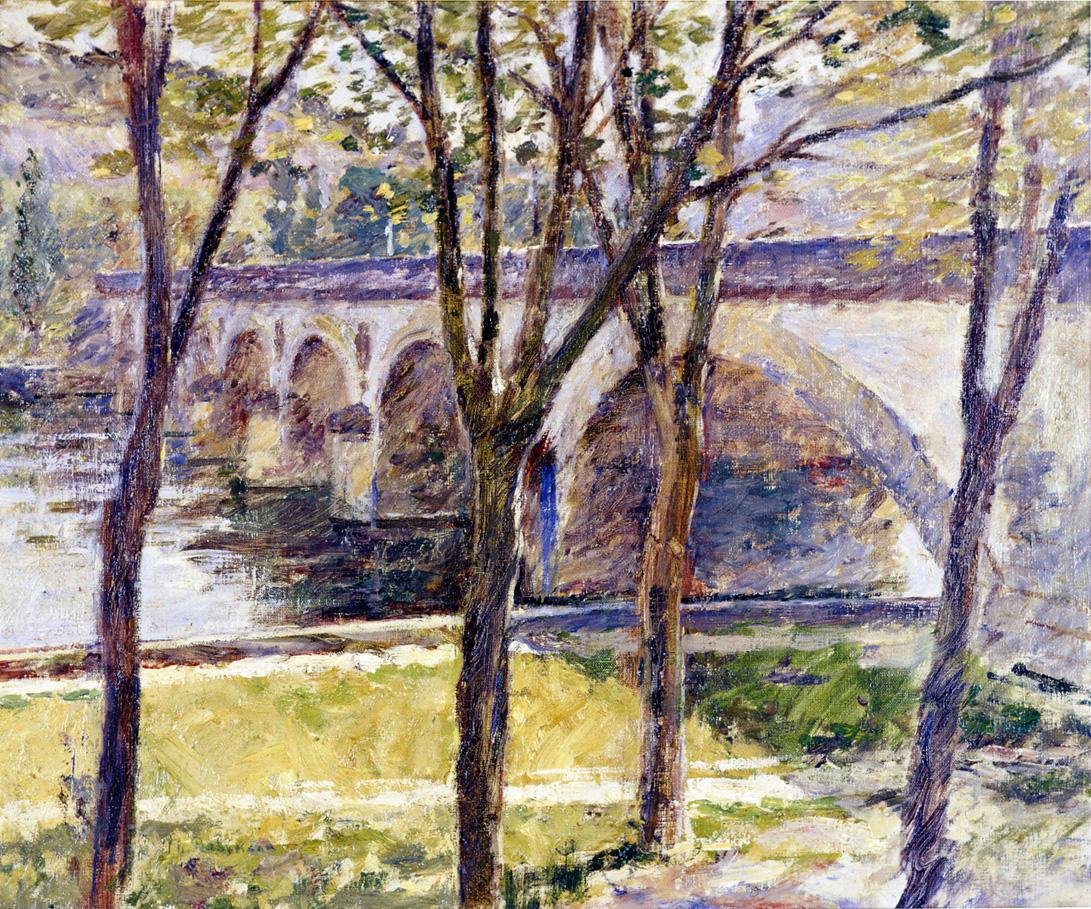
Most w Givernie, 1892

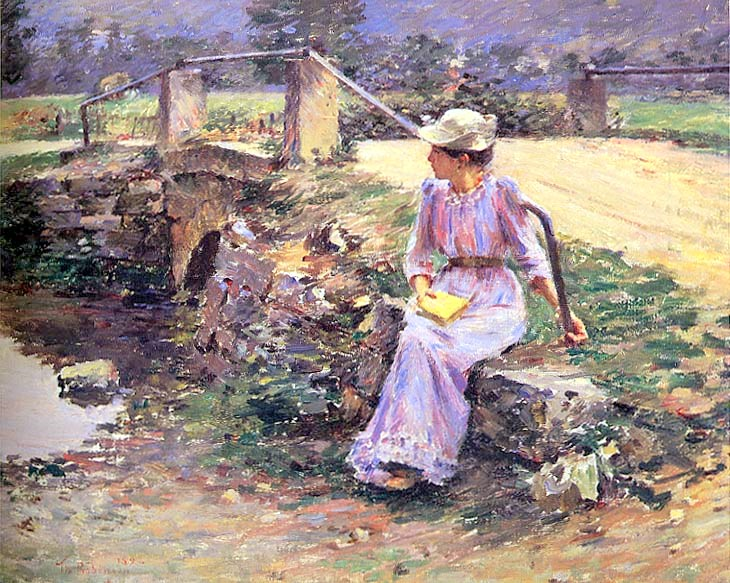
La Débâcle, 1892

Theodore Robinson (ur. 3 lipca 1852 r. w Irasburgu w stanie Vermont, zm. 2 kwietnia 1896 r. w Nowym Jorku) – amerykański malarz pejzażysta. Był jednym z pierwszych artystów w Stanach Zjednoczonych, którzy z powodzeniem przyswoili sobie francuski impresjonizm.

## Życiorys i twórczość
Robinson urodził się w Irasburgu, ale dorastał w Evansville w Wisconsin. Od najmłodszych lat chorował na chroniczną astmę. Bardzo wcześnie zainteresował się sztuką, w 1869 r. wstąpił do Art Institute of Chicago, ale w następnym roku przeniósł się do Denver ze względu na problemy ze zdrowiem. W 1874 r. wyjechał do Nowego Jorku, by wziąć udział w zajęciach w National Academy of Design i Art Students League of New York. Naukę kontynuował we Francji, gdzie przebywał w latach 1876–1879, studiując pod kierunkiem Gérôme w École des Beaux-Arts i Carolusa-Durana. Pierwszy obraz wystawił w Paryżu w 1877 r. Po krótkiej podróży do Wenecji i Bolonii wrócił do Stanów Zjednoczonych na kilka lat. W tym czasie malował obrazy utrzymane w konwencji realistycznej, często przedstawiające ludzi zaangażowanych w zajęcia domowe lub pracę na roli. Po powrocie do Ameryki Robinson nauczał w Nowym Jorku i Bostonie, zajmował się również malarstwem dekoracyjnym u boku Johna La Farge, został członkiem Society of American Artists.
Radykalny przełom w twórczości artysty nastąpił w czasie jego drugiego, ośmioletniego pobytu we Francji. Po 1888 r. spędzał większość czasu w Giverny, pracując u boku Claude'a Moneta. Stopniowo przyswajał sobie technikę impresjonistów. Malował sceny ogrodowe, często wielokrotnie powtarzane w różnym oświetleniu i urozmaicane postaciami kobiet. W tym czasie powstała jego najbardziej ceniona praca, La Débâcle (1892).
Po powrocie do Ameryki w 1892, Robinson otrzymał stanowisko nauczyciela w Brooklyn Art School, prowadził zajęcia w Evelyn College w Princeton. Później nauczał na Pennsylvania Academy of the Fine Arts w Filadelfii. Ostatnie lata życia poświęcił na malowanie krajobrazów Vermont i Connecticut. Utrzymywał kontakty z innymi amerykańskimi impresjonistami, wśród jego przyjaciół byli m.in. John Henry Twachtman i Julian Alden Weir. Wiele czasu spędzał w Cos Cob Art Colony w Connecticut, kolonii amerykańskich impresjonistów. Zmarł przedwcześnie na skutek ciężkiego ataku astmy w 43. roku życia. Krótko przed śmiercią, w liście do Moneta zapowiadał powrót do Giverny.
Prace Robinsona znajdują się w licznych kolekcjach amerykańskich m.in. w Metropolitan Museum of Art w Nowym Jorku, Corcoran Gallery of Art w Waszyngtonie i Art Institute of Chicago.